# Whip It (chanson de Devo)
 (octobre 2017).
Singles de Devo
Girl U Want
(1980) Gates of Steel
(1980)
Pistes de Freedom of Choice
It's Not Right
(2) Snowball
(4)

Whip It est une chanson du groupe américain Devo issue de leur 3e album Freedom of Choice. Produite par Robert Margouleff, la chanson est composée par Gerald Casale et Mark Mothersbaugh. Les paroles sont en apparence absurdes, avec un thème centré sur la résolution de ses problèmes en « fouettant ». C'est le bassiste du groupe, Gerald Casale, qui a écrit les paroles. Elles sont destinées à faire la satire de l'optimisme américain et ont été inspirées du roman de Thomas Pynchon Gravity's Rainbow.
Le second album de Devo, Duty Now for the Future, reçu un accueil décevant de la part des critiques.  Insatisfaite de ce résultat, la maison de disque Warner Bros. Records lança un ultimatum aux membres du groupe leur demandant de produire un album réussi, faute de quoi ils seraient évincés du label. Les membres du groupe pensent alors qu'il leur faut composer un tube pour obtenir une meilleure exposition à la radio. Avec le producteur Robert Margouleff, Devo écrit et enregistre la chanson à Record Plant Studios dans la ville de Los Angeles. Le chanteur principal Mark Mothersbaugh compose le riff spécifique de la chanson, basé sur Oh, Pretty Woman de Roy Orbison.
Il n'était pas prévu que Whip It devienne un hit, en raison de son tempo non standard et de ses paroles étranges. Le programmateur radio Kal Rudman (en) s'intéresse à la chanson et la diffuse rapidement sur plusieurs stations radio du sud-est des États-Unis. En se hissant à la 14e place du Billboard Hot 100, Whip It devient un succès majeur et rencontre un succès dans plusieurs autres pays. Mothersbaugh fait l'hypothèse que le succès de la chanson vient du fait que la plupart des gens ont supposé que les paroles traitaient de la masturbation ou du sadomasochisme.
Le clip vidéo joue avec ces thèmes et présente Mothersbaugh fouettant les vêtements d'une femme dans un ranch afin de la déshabiller. Malgré les accusations de misogynie, la vidéo devient populaire sur la chaîne télévisée MTV. Ces dernières années, plusieurs journalistes ont décrit Whip It comme la pierre angulaire du développement de la musique new wave du début des années 1980 et parlant d'une chanson unique qui transcende la musique populaire. Au cours des quarante années d'existence du groupe, Whip It reste la seule chanson de Devo à atteindre le top 40 du Hot 100. En conséquence, Devo est souvent qualifié de one-hit wonder.

## Genèse
Le précédent album de Devo Duty Now for the Future, sorti en 1979, est jugé décevant à la fois par les critiques et certains membres du groupe. Les critiques y ont vu la répétition de leur premier album de 1978 Q: Are We Not Men? A: We Are Devo!, les membres de Devo, quant à eux, ont principalement reproché les sonorités banales du producteur de l'album Ken Scott,. Warner Bros. Records, également mécontent, lance un ultimatum aux membres du groupe précisant qu'ils devaient produire un troisième album réussi, ou sinon ils seraient évincés du label. Les membres sont alors persuadé qu'écrire un hit va renforcer la popularité de leur prochain album et finalement leur donner une exposition radio suffisante.
Après s'être séparé de Tom Scott, Devo part à la recherche d'un nouveau producteur. Fin 1979, les membres du groupe jouent des travailleurs des déchets nucléaires dans le film de Neil Young Human Highway. Pendant cette période, Devo rencontre Robert Margouleff dans les studios Record Plant à Los Angeles. Margouleff est alors ingénieur en chef des studios et producteur à l'origine, entre autres, de la programmation des synthétiseurs de plusieurs des albums de Stevie Wonder tels que Music of My Mind et Innervisions. Margouleff se souvient de la rencontre, dans une entrevue au site Sound On Sound il explique que les membres du groupe portaient une tenue bizarre qui comprenait des combinés noirs et des casques rouges, et qu'ils étaient sincère en lui demandant s'il voulait être le producteur de leur prochain album.

## Classements et certifications
| Classement (1980-1981)  | Meilleure position |
| ----------------------- | ------------------ |
| Canada (Top Singles)    | 11                 |
| États-Unis (Hot 100)    | 14                 |
| Nouvelle-Zélande (RMNZ) | 11                 |

| Pays              | Certification | Ventes    |
| ----------------- | ------------- | --------- |
| États-Unis (RIAA) | Or            | 1 000 000 |

## Dans la culture populaire
La chanson est reprise par Les Chipmunks dans l'épisode 14 de la saison 2 d'Alvin et les Chipmunks intitulé C'est pas du gâteau (Father's Day Muffins).
La chanson est présente dans l'épisode 1 de la saison 2 de Stranger Things (2017).
La chanson est aussi présente dans le film fashion maman avec Kate Hudson où elle porte le chapeau caractéristique du clip de cette chanson.